# Masumuni
Masumuni ist ein Verwaltungsbezirk (Ward) des Distrikts Mbinga (TC) in der tansanischen Region Ruvuma.

## Geografie
Masumuni liegt im Südwesten von Tansania. Es ist der südwestliche Stadtteil der Distrikthauptstadt Mbinga. Der Bezirk grenzt im Norden an Mbambi, im Nordosten an Mbinga Mjini B, im Osten an Lusonga, im Süden an Kilimani und im Westen an Luwaita. Bei der Volkszählung 2022 lebten 10.615 Menschen in 3043 Haushalten auf einer Fläche von 5 Quadratkilometern.

## Gliederung
Der Bezirk besteht aus vier Stadtteilen (Kitongoji):
- Tangi la Maji A
- Tangi la Maji B
- Mji Mwema
- Masumuni

## Infrastruktur
- Bildung: Im Bezirk liegen zwei weiterbildende Schulen.[6] Die Makita Secondary School ist eine staatliche Schule, die Agustivo High School wird privat geführt. Beide bieten eine Ausbildung bis zur 4. Stufe für Tages- und Internatsschüler an.[7][8]
- Verkehr: Durch den Bezirk verläuft die asphaltierte Nationalstraße T12 von Mbinga zum Malawisee.[9]